# 14098 Šimek
14098 Šimek è un asteroide della fascia principale. Scoperto nel 1997, presenta un'orbita caratterizzata da un semiasse maggiore pari a 2,9359103 UA e da un'eccentricità di 0,0782499, inclinata di 2,49140° rispetto all'eclittica.
L'asteroide è dedicato al radioastronomo ceco Milos Simek.